# Jacques Marchant
Jacques Marchant  (o Jacques Marchantius) (1537-1609) fue un historiador, jurisconsulto, poeta y preceptor de Bélgica, digno continuador del historiador nacido en Cassel (Norte), Flandes francés, Jacobus Meyerus (1491-1552).
-Jacques Marchant en su descripción de Flandes, Meyer, en los anales de su país (año 1160), Lemire, en su Crónica (año 1128) y otros atribuyen a Teodorico de Alsacia la fundación de la villa de Gravelinas (cita sacada de la obra de Antoine Rivet de La Grange <<Historie littéraire de la France>>, París, 1814)

## Biografía
Marchant nació en Nieuport, Flandes, de padres nobles originarios de Furnes y fue enviado a Lovaina a estudiar letras y derecho, y se perfecciona escribiendo el latín con gran facilidad y con una elegancia digna de la escuela de Juan Luis Vives y Erasmo de Róterdam, que le permite entrar como preceptor del Señor de Antoing, Jean de Melun, apellido (de Melodunum) de antigua familia que produjo grandes guerreros, prelados distinguidos y oficiales de la Corona, formando diferentes ramas familiares.
Marchant dirige la educación de los hijos de su señor y viaja con ellos a Italia donde pasaran 10 años con un príncipe y se dedica con ardor Marchant al estudio de su patria y la primera obra que publica trata de esta materia dando la obra a la imprenta en 1557, y una segunda obra también de Flandes dedicada al Conde de Egmont.
Marchant, posteriormente escribió la vida de los condes de Flandes, en versos elegiacos, reimpresa en 1580 en la colección de Feirabent, y como la mayoría de los literatos de su época fue promotor de novedades políticas y religiosas, e investido de diversos empleos para los estados de Flandes, nombrado presidente del Consejo de la Armada en 1580, con otros miembros como Antoine Baltin que ejerce las funciones de fiscal.
Otros empleos o cargos que tuvo Marchant, los siguientes, "landhouder", oficio de Veurne, la bailía de Nieuport, y el comisario de equipamiento de las milicias del Oeste de Flandes, y tras la sumisión de toda Flandes al Reino de España, Marchant era mal visto por los españoles y se retira a su casa de campo llamada "Hogepoorte", cerca de Vorthem, donde reemprende el cultivo de las letras que había dejado a un lado cuando ejercía los trabajos citados, publicando en 1596 otra obra sobre Flandes dedicada al archiduque Alberto de Austria.
A Marchant, por aquellos tiempos y quizás olvidando su desafección por los españoles le fascina el reinado de los archiduques una de las más gloriosa en los anales y el citado libro anterior dedicado al archiduque Alberto fue censurado por Silvestre Pardo, canónigo de la iglesia catedral de Anvers y amputa parte del manuscrito remarcada por notas autógrafas sobre los márgenes del ejemplar que posee, y fue dado por el autor a un tal Pierre de Revel, y Marchant murió en Bruselas en 1609 a la edad de 72 años y enterrado con los Dominicanos de la misma villa, y dejó un hijo François, consejero del Consejo de Brabante y abogado fiscal del gabinete] de finanzas del rey de España.
Pierre d'Oudegherst (1540-1592), jurisconsulto de Lila, editó en 1571 La crónicas y anales de Flandes, Amberes, en 4º, que es una recopilación exacta y llena de noticias de cuanto se había redactado antes que él sobre aquella provincia-
Otro Jacques Marchant (1585-1648), fue rector y cura de Couvin, autor de Hortus pastorum, Alix, 1689; Resolutiones pastorales de praeceptis,.., Coloniae, 1647; Rationale Evangelizantium.., Coloniae, 1641; Candelabrum Mysticum, París, 1636.; varias de sus obras en 4 vols. en Opera, 1868, París, L. Vives., y era hermano de Pierre Marchant nacido en Couvin, Bélgica en 1585 y fallecido en 1661, comisario general de la Orden de los Recoletos, uno de los principales autores de la reformas de la orden franciscana y dejó escrito Speculum totius hominis Christiani, Antverpiae, P. Bellerum, 1650, 3 vols., Tribunal sacramentali, Gandavi, B. Pauli, 1642-43, 2 vols., Expositio litteralis in regulam sancti Francisci, Anvers, 1631, in-8º.

## Obras
- Flandria commentariorum libri III descripta, Antvderpiae, ex officina Plantiniana, apud I. Moretum,1596.
- Principes Flandriae carmine descripti, Fráncfort, 1580.
- De rebus Flandria memorabilibus liber singularis, Antverpiae, C. Plantini, 1567.
- De rebus gentis a Flandriae comitibus,...., Lovanii, A.M. Bergaingne, 1557.